# Carlos Pellegrini
Pour les articles homonymes, voir Pellegrini.
Carlos Enrique José Pellegrini Bevans appelé communément Carlos Pellegrini (né le 11 octobre 1846 à Buenos Aires - mort le 17 juillet 1906 à Buenos Aires) est un avocat et homme politique argentin.

## Biographie

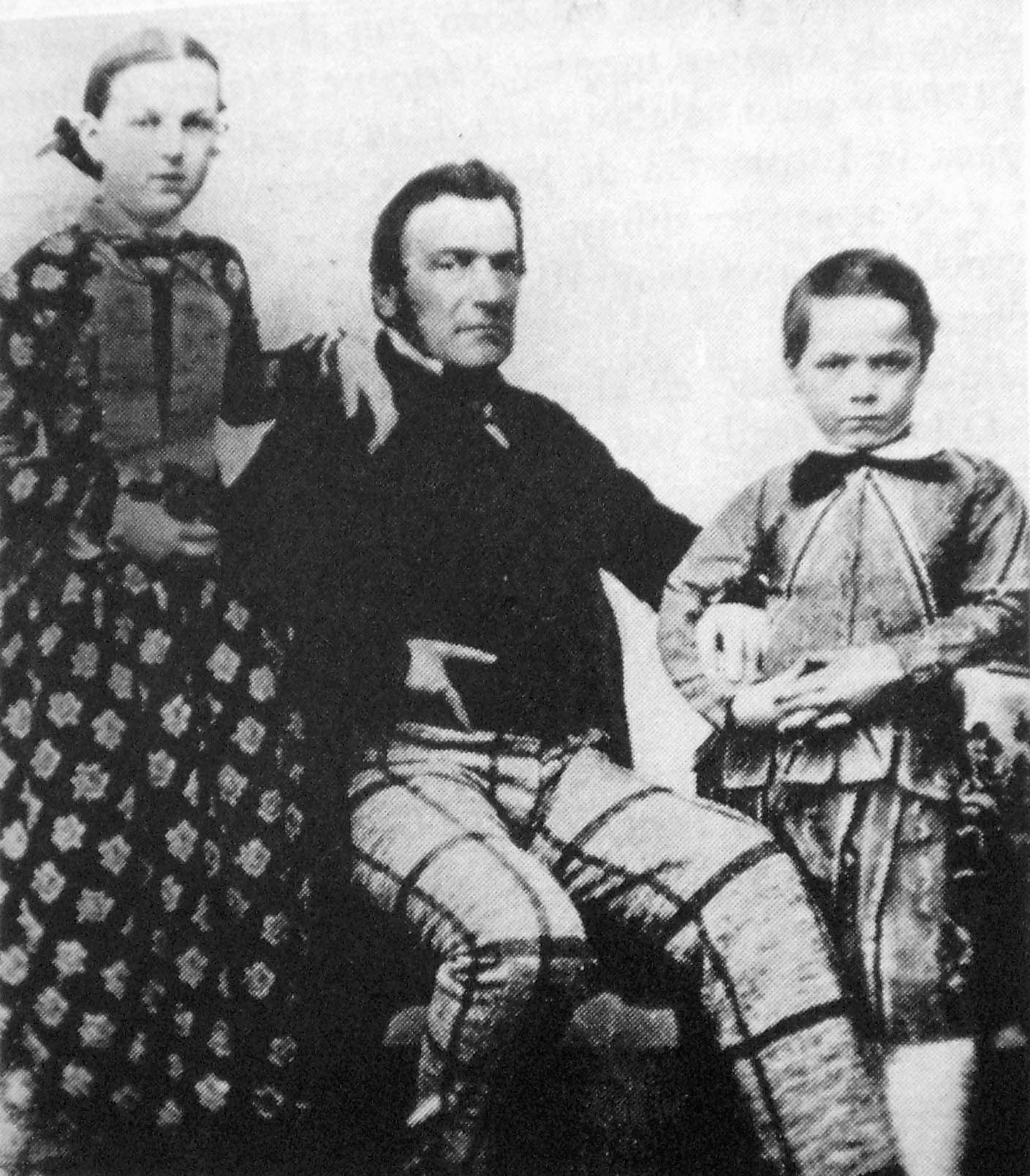
Carlos Pellegrini avec son père Charles Henri et sa sœur Julia.

Il est issu d'une famille originaire de Savoie. Son père est l'ingénieur Charles Henri Pellegrini (1800-1875), originaire de Chambéry.
À la suite de la démission de Miguel Juárez Celman dont il était le vice-président, il accède à la présidence de la Nation qu'il exerce du 6 août 1890 au 12 octobre 1892.
Après des études de droit - il obtient un doctorat en 1869 - Pellegrini est élu député de la région de Buenos Aires en 1872. Il est nommé ministre du gouvernement de la province de Buenos Aires en 1878, et de la Guerre et de la Marine en 1879. Vice-président de la République pour le Parti autonomiste national (PAN) en 1886, il doit succéder à Miguel Juárez Celman.
Il hérite d'une situation économique très difficile, à la suite de la gestion budgétaire désastreuse de son prédécesseur. Durant sa période présidentielle, il réussit à assainir les finances de l'Etat, crée la Banque de la Nation Argentine ainsi que le 19 février 1890 le prestigieux collège qui porte toujours son nom : l'Escuela Superior De Comercio Carlos Pellegrini (école publique de haut niveau académique dépendante de l'université de Buenos Aires).
Après son mandat, il est élu sénateur durant la période 1895-1903, et en 1906 il est élu député national. Il meurt la même année et repose au Cimetière de la Recoleta à Buenos Aires.